# Rabka-Zdrój (gmina)
Rabka-Zdrój (1973–2001 gmina Rabka) – gmina miejsko-wiejska w województwie małopolskim, w powiecie nowotarskim. W latach 1975–1998 gmina położona była w województwie nowosądeckim.
Siedziba gminy to Rabka-Zdrój.
Według danych z 2 stycznia 2015 gminę zamieszkiwało 17 355 osób.

## Struktura powierzchni
Według danych z roku 2015 gmina Rabka-Zdrój ma obszar 69,02 km², w tym:
- użytki rolnicze: 45,75%
- tereny zielone: 42,58%
- tereny mieszkalne: 10,14%
- nieużytki: 0,14%

Gmina stanowi 4,68% powierzchni powiatu.

## Demografia

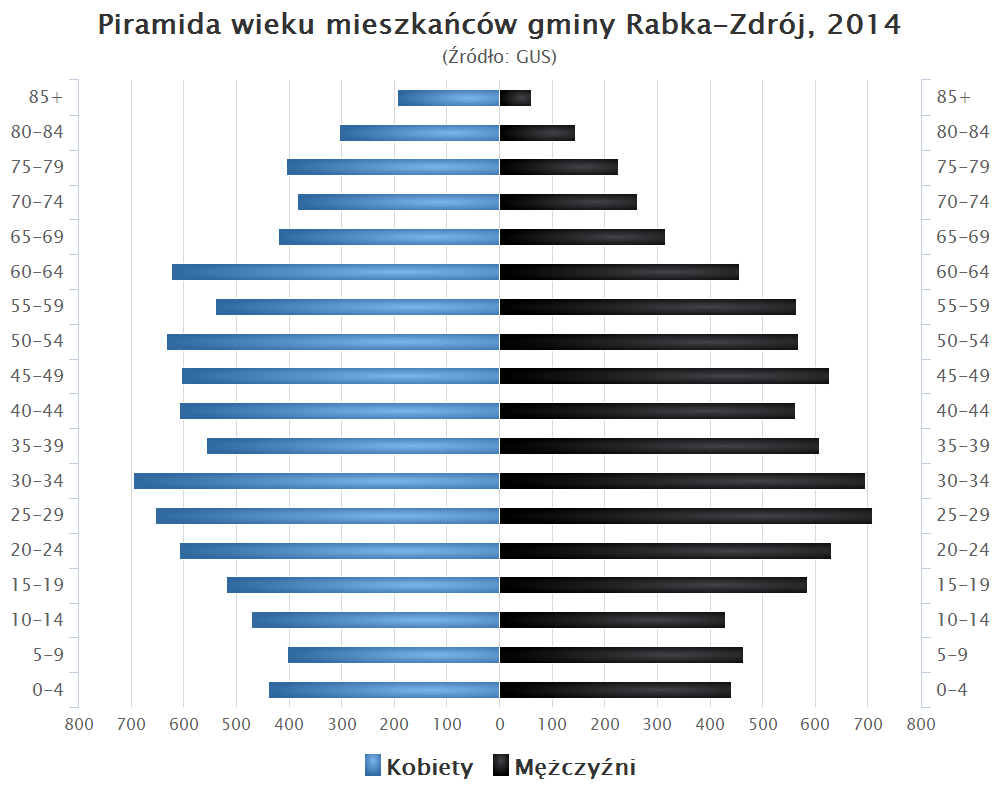
Piramida wieku mieszkańców gminy Rabka-Zdrój w 2014 roku

Dane z 2 stycznia 2015:
| Opis                              | Ogółem | Ogółem | Kobiety | Kobiety | Mężczyźni | Mężczyźni |
| --------------------------------- | ------ | ------ | ------- | ------- | --------- | --------- |
| jednostka                         | osób   | %      | osób    | %       | osób      | %         |
| populacja                         | 17 355 | 100    | 9082    | 52,33   | 8273      | 47,67     |
| gęstość zaludnienia (mieszk./km²) | 251,45 | 251,45 | 131,59  | 131,59  | 119,86    | 119,86    |

## Sołectwa
Chabówka, Ponice, Rdzawka.

## Religia
- Kościół rzymskokatolicki: 4 parafie
- Kościół Chrześcijan Baptystów: placówka
- Świadkowie Jehowy: zbór[3]

## Sąsiednie gminy
Lubień, Mszana Dolna, Niedźwiedź, Nowy Targ, Raba Wyżna

## Miasta partnerskie
- Dominowo